# Ascogaster devia
Ascogaster devia är en stekelart som beskrevs av Vladimir Ivanovich Tobias 1988. Ascogaster devia ingår i släktet Ascogaster och familjen bracksteklar. Inga underarter finns listade.